# Hanns Eckelkamp
Hanns Eckelkamp (* 28. Februar 1927 in Münster; † 5. August 2021 in Berlin) war ein deutscher Filmkaufmann, Kinokettenbesitzer, Verleihrechtshändler, Co-Produzent und Filmproduzent.

## Leben
1945 machte Eckelkamp sein Abitur auf dem Gymnasium Paulinum in Münster. 1946 eröffnete er das erste Kino in der Kneipe seiner Eltern, dem Gertrudenhof. 1948 bis 1955 übernahm er weitere Kinos in Duisburg und Münster, darunter den Europapalast in Duisburg.
Ab 1963, erstmals mit Die endlose Nacht, beteiligte er sich an der Produktion von Filmen. Bald darauf, im Jahre 1965, gründete er unter der Atlas-Gruppe die Firma Atlas International. Nach der Insolvenz 1966 wurde die Firma in Eckelkamp Filmverleih, Atlas Schmalfilm, Atlas Filmkunst und Atlas International aufgespalten. Mit der Firma Atlas Maritim 1976 baute er die Versorgung mit Filmen für deutsche Handelsschiffe auf. Mit der Atlas Air GmbH versorgte er ab 1980 die Lufthansa mit Filmen. 1996 übergab er die Firma an Kinowelt.
Ab 2000 war er Mitglied der Deutschen Filmakademie und ab 2006 Mitglied der Europäischen Filmakademie. 
Eckelkamp war verheiratet und hat sechs Kinder. Er lebte in Berlin, wo er im August 2021 im Alter von 94 Jahren starb. Er lebte bis 2014 mit Marielouise Jurreit zusammen, anschließend waren sie befreundet.

## Filmographie
- 1963: Die endlose Nacht (Co-Produzent), Regie: Will Tremper
- 1964: Polizeirevier Davidswache (Produzent), Regie: Jürgen Roland
- 1965: Diamantenbillard (Un milliard dans un billard) (Produzent), Regie: Nicolas Gessner
- 1966: Jimmy Orpheus (Produzent), Regie: Roland Klick
- 1967: Die Blonde von Peking (Produzent), Regie: Nicolas Gessner
- 1970: Das Loch zur Welt (Produzent), Regie: Rainer Ott
- 1976: Satansbraten (Co-Produzent), Regie: Rainer Werner Fassbinder
- 1979: Die Ehe der Maria Braun (Co-Produzent), Regie: Rainer Werner Fassbinder
- 1979: Arabische Nächte (Co-Produzent), Regie: Klaus Lemke
- 1980: Theo gegen den Rest der Welt (Co-Produzent), Regie: Peter F. Bringmann
- 1981: Wie die Weltmeister (Co-Produzent), Regie: Klaus Lemke
- 1981: Lola (Co-Produzent), Regie: Rainer Werner Fassbinder
- 1982: Liebeskonzil (Co-Produzent), Regie: Werner Schroeter
- 1983: Schwarzfahrer Regie: (Co-Produzent), Regie: Manfred Stelzer
- 1983: Die unglaubliche und traurige Geschichte von der unschuldigen Eréndira und ihrer herzlosen Großmutter (Co-Produzent), Regie: Ruy Guerra
- 1984: Ein Mann wie E.V.A. (Co-Produzent), Regie: Radu Gabrea
- 1985: Der Bulle und das Mädchen (Produzent), Regie: Peter Keglevic
- 1987: Magic Sticks (Produzent), Regie: Peter Keglevic
- 1988: Der Sommer des Falken (Produzent), Regie: Arend Agthe
- 1989: RobbyKallePaul (Co-Produzent), Regie: Dani Levy

## Auszeichnungen
- 1965: Filmband in Silber für Polizeirevier Davidswache (Produktion)
- 1995: Helmut-Käutner-Preis